# La creativitat i la IA
La creativitat i la Intel·ligència artificial són termes forçament relacionats. Això és degut al fet que ambdues mostren la realització de processos de cerca i combinació de dades (coneixements, experiències…) amb l'objectiu òptim d'arribar a la creació d'alguna cosa nova. Com molt bé esmentava Margaret Boden: "Si entenem la creativitat com el resultat d'establir noves relacions entre blocs de coneixement que ja posseïm, llavors com més coneixements previs tinguem, major serà la nostra capacitat de ser creatius." Tenint en compte les seves aportacions, es pot arribar a pensar que la intel·ligència artificial pot ser creativa. No obstant això, cal tenir en compte que el que és creatiu ha de mostrar un "valor" pel creador o per la societat en si.
La intel·ligència artificial pot arribar a tenir certa capacitat creativa o innovadora. Ja que aquesta es relaciona amb la identificació i recombinació d'informació existent seguint certs models o directrius estipulades. Tanmateix, una màquina actualment, no és capaç de produir canvis de percepció en aquestes àrees de coneixement. Per altra banda, la intel·ligència artificial tampoc és capaç d'identificar les necessitats, les emocions, connectar i empatitzar amb els éssers humans. Per la qual cosa, crear una cosa nova no implica que aquesta sigui útil.
És per això mateix que els criteris que cal seguir a l'hora d'identificar una activitat com a creativa són els següents:
- El criteri de la novetat: Un producte, servei o solució es pot considerar creatiu si aporta una novetat o una originalitat. I això és atribuïble a obres d'art, a la ciència i en un sentit superior a una nova manera de pensar o actuar o fins i tot organitzar-se.[1]

- El criteri del valor: La nova creació ha de complir una funció, solucionar un problema, o en definitiva ser útil per a un conjunt de la població en un context determinat.[1]

## Bases històriques que ens porten a parlar de creativitat i Intel·ligència artificial
Durant el Període Clàssic, a Grècia, se li atribuïa a la paraula tekné, el conjunt de tot el que és tant artístic com tècnic. Així doncs, tant la tecnologia com l'art comparteixen origen i ganes d'anar més enllà i poder superar tot l'establert fins al moment.
L'art del segle XXI, com altres sectors, no seria el mateix sense l'aportació de la tècnica. S'observa així com tant la fotografia, el cinema, la televisió, la pintura, el teatre, l'escriptura… No serien el que són sense les grans aportacions que la tècnica ha produït envers el públic i els creadors.
L'atribució de què tan sols l'espècie humana pot ser creativa és relativament recent. Al llarg dels anys i durant segles, s'ha considerat que la creació provenia d'un ésser diví. Els humans quedaven doncs en segon pla, limitats a la fabricació de supedanis més o menys imaginatius, basats i copiats en menor o major mesura de la creació divina. Per tant, això fa entendre que com a societat sigui complicat el fet d'arribar a assolir que les màquines puguin ser intel·ligents o creatives. Actualment, però, la creativitat no és una cosa mística i divina. Si no una cosa que pot arribar a ser investigada, simulada i reconduïda en benefici de la societat.

## Tipus de creativitat segons Margaret Boden
Existeixen diversos tipus de creativitat, alhora també diverses maneres d'arribar a ser-ho. Cal observar aquest punt per tal d'arribar a entendre com la intel·ligència artificial està relacionada o es pot arribar relacionar amb la creativitat. Margaret Boden, en distingeix tres tipus:
- Creativitat combinatòria: Es basa en el principi del fet que no hi ha res completament original, sinó que tot està fet a partir de coses o idees que ja existeixen. És la recombinació d'allò que ja existeix, donant lloc a les noves creacions. És a dir, la combinació poc comuna d'idees comunes.[3]

- Creativitat exploratòria: Consisteix en l'exploració de les diferents possibilitats que hi ha dins un camp de coneixement. És la creativitat que exhibeixen els matemàtics quan descobreixen un nou teorema o els músics quan componen una nova melodia.[3]

- Creativitat transformadora: Aquesta última redefineix per complet un camp de coneixement o produeix un canvi en els paradigmes dominants.[3]

Així doncs, segons Boden: “La creativitat no és màgica. És un aspecte de la intel·ligència humana normal, no una facultat especial atorgada a una petita elit. Hi ha tres formes: combinacional, exploratòria i transformacional. Totes tres poden ser modelades per la IA, en alguns casos, amb resultats impressionants. Les tècniques d'IA subjauen a diversos tipus d'art computacional. Si els ordinadors podrien “realment” ser creatius no és una pregunta científica sinó filosòfica, a la qual no hi ha una resposta clara. Però som al començament de la comprensió científica de la creativitat”.

## Exemples de creativitat iIA
La Intel·ligència artificial pot arribar a optar un paper destacat en processos creadors en àmbits com la música, les belles arts, l'arquitectura i la ciència. Un ordinador per exemple, és un pinzell, un instrument musical, un llenç, etcètera. Per tant, es troba la possibilitat de veure aquesta màquina com una entitat creativa en si mateixa i no tan sols com a eina d'ajuda als creadors humans.
Cal tenir present diverses formes amb les quals neix la considerada creativitat artificial. Es poden observar, diversos estudis i casos en els quals recau el dubte filosòfic de si realment una màquina d'intel·ligència artificial pot arribar a ser creativa.
En primer lloc, s'observa l'estudi dels espais conceptuals. La IA 'creativa' es pot alimentar a través de tècniques de dibuix, unes regles bàsiques sobre com pintar un retrat al costat d'una llista de grans pintors on es trobin les obres i els estils. És a dir, el que fa que Goya pinti com Goya. Després se li pot demanar que pinti el seu propi quadre, tenint en compte la directriu de semblar que aquests pinzells van ser utilitzats pel mateix Goya. Un bon exemple dut a terme va ser el realitzat per David Cope amb EMI (Experiments in Musical Intelligence), on una IA va crear una nova melodia imitant Beethoven. Per altra banda, també es pot observar com Botnik Studios, va presentar fa uns anys una novel·la que continuaria la saga de Harry Potter elaborada per un bot entrenat amb els set llibres anteriors. Com a últim exemple, s'observa l'exposició Gradient Descent amb pintures creades totalment per ordinador, recopilades per la galeria Nature Morte i Le Comte de Belamy, quadre realitzat sense intervenció humana pel col·lectiu Obvious.
Per acabar, s'observa el concepte ‘Doing Transformations'. El qual neix de la idea que els ordinadors puguin programar-se a si mateixos, és a dir, sistemes que s'anomenen 'desenvolupament artificial' i que s'utilitzen en alguns camps específics amb uns resultats força notables. Però és cert que és una de les formes menys explorades i encara queda molt de camp per recórrer per tal d'arribar a generar aquesta creativitat artificial.

## Com influeix laIAen la creativitat humana
La intel·ligència artificial implica una sèrie de conseqüències pel que fa a la qualitat de vida humana i realitza canvis en la manera de veure-la. Aquesta, implica en certa part, alliberar a les persones de tasques que poden arribar a ser tedioses, fent així que puguin dedicar més temps a ser creatius i innovadors. S'observa, doncs, com moltes tasques que requereixen molta mà d'obra es poden sistematitzar i ser realitzades per una màquina.
Per exemple, dos punts a destacar que cada vegada més, poden formar part d'aquesta automatització de les tasques per part d'intel·ligència artificial són:
- Repassar els enormes conjunts de dades de vendes al detall, identificant patrons i tendències que poden informar de pronòstics i decisions d'inventari.[6]

- Categoritzar, etiquetar i analitzar quantitats de dades no estructurades, inclosos documents, fitxers d'àudio, fitxers de vídeo i imatges.[6]

## Diferencies entre la creativitat basada en la intel·ligència artificial i la humana
Les principals diferencies entre la creativitat basada en la intel·ligència artificial i la humana són les següents.
La primera gran diferència és la basada en els patrons i la innovació. Això és degut al fet que la IA és bona per identificar patrons, però és una mica menys efectiva en veure quan cal esbrinar un patró. Per altra banda, la innovació es contextualitza mitjançant connexions i relacions socials. En canvi, la creativitat humana és impulsada pels diferents vincles amb els altres i les seves idees. S'observa, doncs, com les xarxes neuronals i els programes d'IA no poden arribar comprendre el context extern. Adaptant-se així, a les normes i les interaccions socials més enllà de l'àmbit del seu propòsit específic i conjunt de dades.
Seguidament, s'ha de tenir en compte la subjectivitat. Per tal de poder parlar de creativitat, s'ha d'apreciar la capacitat de coordinar de manera proactiva, la capacitat de pensar metafòricament i finalment, la capacitat de fer prediccions que vagin més enllà de la simple extrapolació. Tanmateix, el docent Anton Oleinik, va esmentar: "En el millor dels casos, la Intel·ligència Artificial pot imitar la creativitat, replicant i augmentant els resultats humans existents".